# Zjenitba Balzaminova
Zjenitba Balzaminova (russisk: Женитьба Бальзаминова) er en sovjetisk spillefilm fra 1964 af Konstantin Voinov.

## Medvirkende
- Georgij Vitsin som Misja Balzaminov
- Ljudmila Sjagalova som Pavla Balzamonova
- Lidija Smirnova som Akulina Krasvina
- Jekaterina Savinova som Matrjona
- Zjanna Prokhorenko som Kapotjka Nitjkina